# Рухи Пахнера

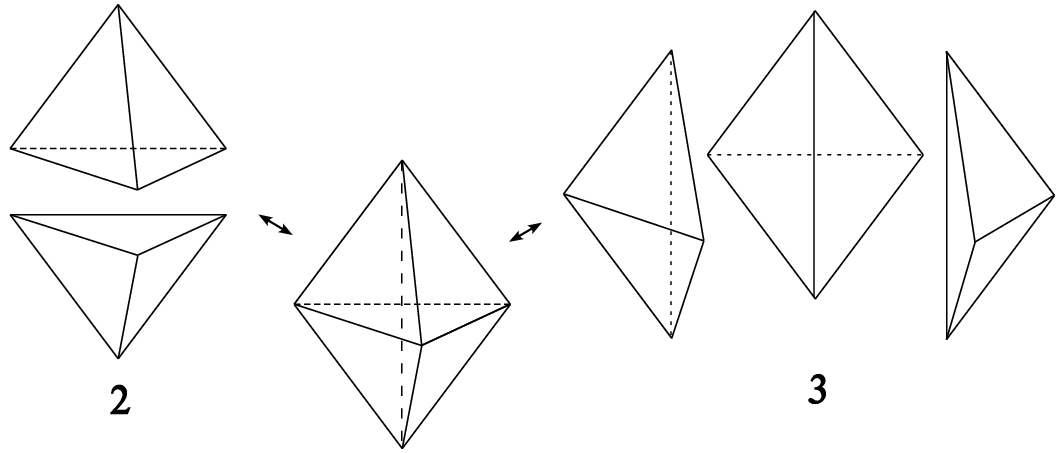
2-3 рух Пахнера: об'єднання 2 тетраедрів розбивається на 3 тетраедри.

Рухи Пахнера, названі ім'ям Удо Пахнера, — це методи заміни тріангуяції кусково-лінійного многовиду іншою тріангуляцією гомеоморфного многовиду. Рухи Пахнера називають також бізірковими перебудовами. Будь-які дві тріангуляції кусково-лінійного многовиду пов'язані скінченною послідовністю рухів Пахнера.

## Визначення
Нехай {\displaystyle \Delta _{n+1}} — {\displaystyle (n+1)}-симплекс, а {\displaystyle \partial \Delta _{n+1}} — комбінаторна n-сфера з тріангуляцією у вигляді межі n+1-симплекса.
Якщо задано тріангульований кусково-лінійний n-многовид {\displaystyle N} і підкомплекс {\displaystyle C\subset N} з корозмірністю 0 разом зі симпліційним ізоморфізмом {\displaystyle \phi :C\to C'\subset \partial \Delta _{n+1}}, рух Пахнера на N, асоційований із C, це тріангульований многовид {\displaystyle (N\setminus C)\cup _{\phi }(\partial \Delta _{n+1}\setminus C')}. За побудовою цей многовид PL-ізоморфний {\displaystyle N}, але ізоморфізм не зберігається тріангуляції.